# Blame it on the summersun
Blame it on the summersun is een single van Ruby Nash, ofwel Jack de Nijs. Hij werd later vooral bekend als Jack Jersey. De single kwam in Nederland en Duitsland uit, maar bereikte alleen in Nederland een hitnotering, namelijk in de Top 40 van Radio Veronica. In 1991 bracht hij het nogmaals uit op een single, maar nu als Jack Jersey.
De Nijs schreef het nummer zelf. In de songtekst gaat hij ervan uit dat het aan de zomerzon zal liggen dat zijn hart tekeer gaat als een rammelaar. Het nummer Daisy Bell, dat op de B-kant verscheen, komt eveneens uit zijn pen. Het arrangement kwam in beide gevallen van Emmanuel Telino.
De producer J.R. verwijst naar zijn productiemaatschappij. In 1974 produceerde hij de cover door de Nederlandse zanger Tony Martin. Hier diende het als B-kant van Martins single Siboney.

## Hitnoteringen

### Ruby Nash, 1971
| Blame it on the summersun in de Nederlandse Top 40 van 17-7-1971 t/m 24-7-1971 | Blame it on the summersun in de Nederlandse Top 40 van 17-7-1971 t/m 24-7-1971 | Blame it on the summersun in de Nederlandse Top 40 van 17-7-1971 t/m 24-7-1971 | Blame it on the summersun in de Nederlandse Top 40 van 17-7-1971 t/m 24-7-1971 |
| Week                                                                           | 1                                                                              | 2                                                                              |                                                                                |
| ------------------------------------------------------------------------------ | ------------------------------------------------------------------------------ | ------------------------------------------------------------------------------ | ------------------------------------------------------------------------------ |
| Positie                                                                        | 37                                                                             | 35                                                                             | uit                                                                            |

### Jack Jersey, 1991
| Blame it on the summersun in de Nationale Top 100 van 3-8-1991 t/m 31-8-1991 | Blame it on the summersun in de Nationale Top 100 van 3-8-1991 t/m 31-8-1991 | Blame it on the summersun in de Nationale Top 100 van 3-8-1991 t/m 31-8-1991 | Blame it on the summersun in de Nationale Top 100 van 3-8-1991 t/m 31-8-1991 | Blame it on the summersun in de Nationale Top 100 van 3-8-1991 t/m 31-8-1991 | Blame it on the summersun in de Nationale Top 100 van 3-8-1991 t/m 31-8-1991 | Blame it on the summersun in de Nationale Top 100 van 3-8-1991 t/m 31-8-1991 |
| Week                                                                         | 1                                                                            | 2                                                                            | 3                                                                            | 4                                                                            | 5                                                                            |                                                                              |
| ---------------------------------------------------------------------------- | ---------------------------------------------------------------------------- | ---------------------------------------------------------------------------- | ---------------------------------------------------------------------------- | ---------------------------------------------------------------------------- | ---------------------------------------------------------------------------- | ---------------------------------------------------------------------------- |
| Positie                                                                      | 89                                                                           | 79                                                                           | 74                                                                           | 69                                                                           | 65                                                                           | uit                                                                          |